# José Antonio Sancha de Prada
José Antonio Sancha de Prada (Tarragona, 19 d'agost de 1938 - Tarragona, 26 de novembre de 2023) fou un jugador de rugbi i dirigent esportiu català.
Fou campió d'Espanya amb el Club Natació Barcelona (1963) i formà part de la selecció espanyola (1958-72). Membre fundador de la secció de rugbi del Club Esportiu Universitari (1961). Dirigí l'INEFC (1988-2000) on fou l'introductor del rugbi com a assignatura obligatòria del currículum universitari i creà el primer equip femení de rugbi d'Espanya (1978), el Club Esportiu INEF Barcelona, del qual fou president en l'etapa en què conquerí diversos Campionats d'Espanya (2004-06, 2008-11). Presidí també la Federació Catalana de Rugby (1984-88), fou vicepresident en dues etapes de la Federació Espanyola de Rugby (1977-85 i 2001-09) i presidí el Rugbi Club l'Hospitalet (2000-08). Entre d'altres reconeixements, fou nomenat cavaller de la Reial Orde del Mèrit Esportiu, en la categoria de plata.